# زملول نيلغيري
زملول نيلغيري (الاسم العلمي:Exobasidium nilagiricum) هو نوع من الفطريات يتبع جنس الزملول من الفصيلة الزملولية.